# Estación Clason
Clason es una estación de ferrocarril de la localidad de Clason, ubicada en la provincia de Santa Fe, Argentina.

## Servicios
No presta servicios de pasajeros, sólo de cargas. Sus vías corresponden al Ramal CC del Ferrocarril General Belgrano. Sus vías e instalaciones están concesionadas a la empresa estatal Trenes Argentinos Cargas.
Se encuentra precedida por el Estación Larguía y le sigue la Estación San Genaro.